# Хуго I фон Верденберг-Хайлигенберг
Хуго I фон Верденберг-Хайлигенберг (на немски: Hugo I von Werdenberg-Heiligenberg; * ок. 1231, пр. 1247, Верденберг-Хайлигенберг; † 7 декември 1280) от род Верденберги, е граф на Верденберг-Хайлигенберг, Монфорт, Блуменег, фогт в Горна Швабия.

## Биография
Той е най-големият син на граф Рудолф I фон Монфорт-Верденберг-Брегенц († 1244/1247) и съпругата му Клеменция фон Кибург († 1249), дъщеря на граф Вернер I фон Кибург († 1228) и принцеса Аликс от Лотарингия († 1242). Внук е на граф Хуго I фон Монфорт-Брегенц († 1230/1234). Брат е на граф Хартман I фон Верденберг († ок. 1271), Хайнрих фон Монфорт († 1273), абат на Дизентис, Хедвиг фон Монфорт († 1275), омъжена пр. 16 януари 1251 г. за граф Бертхолд II фон Хайлигенберг († 1262), майка на Бертхолд III, граф фон Хайлигенберг, епископ на Кур († 1298), на Елизабет Монфорт († сл.1247), омъжена пр. 7 октомври 1247 г. за граф Дитхелм VII фон Тогенбург († 1248), и на Клеменция фон Верденберг († 1282), омъжена за граф Фридрих III фон Тогенбург († 1309).
Хуго I е опекун с граф Рудолф фон Хабсбург и граф Готфрид фон Хабсбург-Лауфенбург за Анна фон Кибург. Той е тясно свързан с Рудолф фон Хабсбург и през 1274 г. получава фогтая над Горна Швабия (judex provincialis superioris Sveviae). Той е с крал Рудолф в похода му притив Отокар от Бохемия и след това често е негов свидетел.
Той е опекун на децата на умрелия му брат Хартман I фон Верденберг († ок. 1271).

## Фамилия
Хуго I фон Верденберг се жени пр. 11 февруари 1263 г. за Мехтилд фон Нойфен († сл. 1267), вдовица на граф Рудолф III фон Раперсвил († 28 юли 1262), дъщеря на граф Бертхолд II фон Нойфен-Марщетен и Берхта фон Марщетен († сл. 1259). Те имат децата:
- Хуго II фон Верденберг-Хайлигенберг (IV) († между 29 юли 1305 – 25 март 1307/1309), граф на Верденберг-Хайлигенберг, женен пр. 3 юни 1281 г. за графиня Еуфемия фон Ортенбург-Каринтия († сл. 23 април 1316)
- Аделхайд фон Верденберг († сл. 13 октомври 1343), омъжена пр. 2 април 1295 г. за Йохан I фон Лихтенберг († 22 август 1315)
- София фон Верденберг († сл.1327)
- Катарина фон Верденберг († 21 декември 1330)
- Йохана фон Верденберг († 1307)
- Аделхайд (1) фон Верденберг, омъжена за граф Еберхард I (II) фон Вюртемберг († 5 юни 1325)